# Miss Universe Kroatien
Miss Universe Kroatien (kroatisch Miss Universe Hrvatske, englisch Miss Universe Croatia) ist ein nationaler Schönheitswettbewerb für unverheiratete Frauen in Kroatien, der im Inland. Die Siegerinnen nehmen an der Wahl zur Miss Universe teil.
Erstmals wurde der Wettbewerb 1997 von Hrvatska tiskara organisiert. Ab 1998 übernahm Vladimir Kraljević die Leitung. Die Veranstaltungen werden vom kroatischen Nationalfernsehen HRT live übertragen.

## Siegerinnen
| Jahr | Miss Universe Croatia  | Herkunftsort   | Ort der Wahl           |
| ---- | ---------------------- | -------------- | ---------------------- |
| 1997 | Kristina Čerina        | Split          |                        |
| 1998 | Ivana Gržetić          | Dubrovnik      |                        |
| 1999 | Marijana Kužina        | Šibenik        |                        |
| 2000 | Renata Lovrinčević     | Split          |                        |
| 2001 | Maja Cecić-Vidoš       | Rijeka         |                        |
| 2002 | Ivana Paris            | Pazin          |                        |
| 2003 | Ivana Delač            | Rijeka         |                        |
| 2004 | Mirjana Rupčić         | Nuštar         |                        |
| 2005 | Jelena Glišić          | Plaški         |                        |
| 2006 | Biljana Mančić         | Split          |                        |
| 2007 | Jelena Maroš           | Split          |                        |
| 2008 | Snježana Lončarević    | Slavonski Brod | Opatija, Hotel Kvarner |
| 2009 | Sarah Ćosić            | Split          |                        |
| 2010 | Lana Obad              | Zagreb         |                        |
| 2011 | Natalija Prica         | Zagreb         |                        |
| 2012 | Elizabeta Burg         | Vrbanja        |                        |
| 2013 | Melita Fabečić         | Zagreb         |                        |
| 2014 | Ivana Mišura           | Zagreb         |                        |
| 2015 | Barbara Ljiljak        | Split          | Zagreb, Hotel Westin   |
| 2016 | Barbara Filipović      | Zagreb         | Zagreb, Hotel Westin   |
| 2017 | Shanaelle Petty        | Slavonski Brod | Zagreb                 |
| 2018 | Mia Pojatina           | Nova Gradiška  | Zagreb                 |
| 2019 | Mia Rkman              | Korčula        | Zagreb                 |
| 2020 | Mirna Naiia Marić      | Zadar          | Zagreb                 |
| 2021 | Ora Antonia Ivanišević | Dubrovnik      |                        |